# A Jazzman's Blues
«A Jazzman's Blues» es una película dramática estadounidense de 2022 escrita, dirigida y producida por Tyler Perry. La película está protagonizada por Joshua Boone, Amirah Vann, Solea Pfeiffer, Austin Scott, y Ryan Eggold. Se estrenó en el Festival Internacional de Cine de Toronto el 11 de septiembre de 2022 y fue lanzada en Netflix el 23 de septiembre de 2022.

## Trama
La película A Jazzman's Blues narra la historia de Bayou, un joven músico afroamericano, y Leanne, una joven mujer afroamericana con piel clara, que se enamoran en el racista sur de Estados Unidos durante los años 1940. Debido a la estricta segregación racial y las normas sociales de la época, su amor es prohibido.
Leanne es forzada por su familia a casarse con un hombre blanco rico, lo que la lleva a pasar como blanca, escondiendo su verdadera identidad. A pesar de esto, Bayou nunca la olvida, y los dos amantes continúan viéndose en secreto. Sin embargo, el peligro de su relación crece cuando Bayou se convierte en un exitoso cantante de blues, atrayendo la atención y la envidia de quienes lo rodean.
La película aborda temas de racismo, traición y la lucha por la autenticidad y el amor en un entorno profundamente injusto. La historia se desarrolla a lo largo de varias décadas, mostrando cómo el amor prohibido y las decisiones difíciles afectan las vidas de los personajes y aquellos a su alrededor.

## Elenco
- Joshua Boone como Bayou
- Amirah Van como Hattie Mae
- Daphne Maxwell Reid como Hattie Mae anciana
- Solea Pfeiffer como Leanne
- Waltrudis Buck como Leanne anciana
- Austin Scott como Willie Earl
- Ryan Eggold como Ira
- Brent Antonello como John
- Brad Benedict como el Sheriff Jackson
- Milauna Jemai Jackson como Citsy
- Lana Young como Ethel
- E. Roger Mitchell como Buster
- Kario Marcel como Johnathan
- Corey Champagne como LeRoy

## Producción
Tyler Perry escribió el guion, el primero de su carrera, en 1995.
Lionsgate adquirió los derechos de la película en noviembre de 2006, con planes para comenzar la producción el verano siguiente.En abril de 2008, estaba previsto que esta fuera la siguiente película de Perry tras «The Family That Preys» (2008), con un lanzamiento tentativo en 2009.
Durante una rueda de prensa para "Madea Goes to Jail" (2009), Perry expresó que quería contar con Diana Ross para un papel, pero ella aún no había respondido. Perry explicó: «La quiero en la película. Le he enviado flores. He estado enviando gente por ella. He enviado correos electrónicos a gente que la conoce. He hablado con el hombre que pasea a su perro. He estado intentando localizar dónde está»Perry retrasaba continuamente la producción de la película con la esperanza de que ella «dijera que sí... Sólo deseo que lo haga». El papel, en concreto, era el de una cantante de jazz que regenta una taberna de música.
En diciembre de 2013, Perry admitió que había «renunciado» a incluir a Ross en el reparto de la película.
El 23 de marzo de 2021, se anunció que Perry dirigiría la película «A Jazzman's Blues» para Netflix, con Joshua Boone y Solea Pfeiffer en los papeles principales.El 7 de mayo de 2021, Brent Antonello, Brad Benedict, Ryan Eggold, Milauna Jemai Jackson, Kario Marcel, Austin Scott, Amirah Vann y Lana Young se unieron al reparto de la película
La fotografía principal comenzó el 5 de mayo de 2021 y concluyó el 2 de junio. El rodaje tuvo lugar en Savannah, Georgia, y en los Estudios Tyler Perry de Atlanta.La banda sonora de la película fue compuesta por Aaron Zigman, autor de varias de las películas anteriores de Perry.

## Lanzamiento
La película se estrenó en el Festival Internacional de Cine de Toronto el 11 de septiembre de 2022 y se estrenó en Netflix el 23 de septiembre de 2022.

## Recepción
En Rotten Tomatoes, el 65% de las 34 reseñas de críticos son positivas, con una puntuación media de 5,7/10.En Metacritic, la película tiene una puntuación media ponderada de 62 sobre 100 basada en 13 críticos, lo que indica «críticas generalmente favorables»Es la película más aclamada de Perry hasta la fecha, un récord que anteriormente ostentaba «I Can Do Bad All By Myself» de 2009.[cita requerida]